# Dichaetophora facilis
Dichaetophora facilis är en tvåvingeart som först beskrevs av Lin och Ting 1971.  Dichaetophora facilis ingår i släktet Dichaetophora och familjen daggflugor.
Artens utbredningsområde är Taiwan. Inga underarter finns listade i Catalogue of Life.